# Playground (roman)
Playground (titre original : Playground) est un roman de science-fiction de l'écrivain suédois Lars Kepler, publié en 2015 puis traduit en français et publié en 2017.

## Résumé
En 1996, un commando de la Force de stabilisation (SFOR) de l'OTAN intervient à Sočanica (Leposavić, Kosovo), pour empêcher un massacre d'enfants par des troupes serbes. La cheffe du commando, Jasmine Pascal-Anderson, suédoise, célibataire, très grièvement blessée, subit un arrêt cardiaque, et, après des soins à Budapest, revient en longue convalescence à Stockholm. Durant la période où son cœur s'est arrêté de battre, Jasmine s'est retrouvée dans un autre monde : une ville portuaire chinoise dans laquelle apparaissent toutes les personnes venant de mourir. Elle raconte ses souvenirs à un médecin, qui lie cette expérience de mort imminenteà la prise de puissants anxiolytiques. Mais Jasmine connaît ensuite plusieurs épisodes psychotiques à la suite desquels elle est internée d'office, selon la loi suédoise sur les soins psychiatriques sans consentement.
Plusieurs mois après, Jasmine sort de l'hôpital. Elle se met ensuite en couple avec Mark, un membre de son commando, avec qui elle a un garçon qu'ils prénomment Dante. Puis le couple se sépare.
Cinq ans plus tard, Jasmine est victime d'un terrible accident de voiture, au cours duquel sa mère conductrice meurt et son fils unique Dante, est grièvement blessé. Jasmine subit à nouveau un arrêt cardiaque et elle et se retrouve une nouvelle fois dans la ville portuaire chinoise. Elle y fait la connaissance d'un jeune Chinois parlant suédois, Li Ting, qui lui indique l'adresse de son grand-père, ébéniste à Stockholm. Li Ting, encore hospitalisé en coma à l'hôpital de Danderyd, possèderait une « huang hun », une âme jaune, car il a subi un arrêt cardiaque à sa naissance, et il serait donc en mesure de se souvenir de son  passage dans l'autre monde. Elle découvre que les personnes mortes possèdent toutes un visa physique, permettant de trier les personnes complètement mortes de celles dont le cœur s'est arrêté de battre mais qui peuvent retourner à la vie. Mais ces visas particuliers peuvent être volés et permettre ainsi à une personne morte de revenir dans le corps de la personne à qui elle a volé son visa.
Une fois revenu à nouveau à la vie, Jasmine apprend que son fils souffre d'une hémorragie minime d’une artère coronaire. Après une ponction péricardique qui s'avère insuffisante, le corps médical décide de suturer l'artère circonflexe, ce qui va nécessiter d'arrêter le cœur de Dante le temps de l'opération. Jasmine décide de retourner dans le royaume des morts afin de veiller à ce que son fils ne se fasse pas dérober son visa. Elle réussit à convaincre sa sœur, neurochirurgienne, de lui faire une injection afin son cœur s'arrête de battre un moment.
Jasmine se réveille une troisième fois dans la ville portuaire chinoise, où elle retrouve aisément Li Ting et, à tous les deux, ils parviennent à récupérer Dante, qui vient malheureusement d'échanger son visa avec celui d'un adulte nommé Wu Wang. Jasmine va alors tout faire pour que son fils récupère son visa, et son passé de militaire de terrain va lui être des plus utile.

## Éditions
- Playground, Albert Bonniers förlag, 21 octobre 2015, 441 p.  (ISBN 978-91-0-014106-6)
- Playground, Actes Sud, coll. « Exofictions », 29 avril 2017, trad. Lena Grumbach, 416 p.  (ISBN 978-2-330-07825-6)
- Playground, Actes Sud, coll. « Babel noir » no 213, 2 janvier 2019, trad. Lena Grumbach, 416 p.  (ISBN 978-2-330-11711-5)